# Begonia pavonina
Espèce
Synonymes
- Begonia robinsonii Ridl.[2]

Le Bégonia Paon (Begonia pavonina) est une espèce de plantes de la famille des Begoniaceae.  Ce bégonia rhizomateux est une plante vivace originaire de Malaisie, qui pousse en altitude dans les forêts tropicales d'Asie du sud-est. Son feuillage caractéristique, de couleur bleu paon et iridescent, réfléchit la lumière bleue pour capter au maximum la faible luminosité qui filtre jusqu'aux sois-bois des denses forêts où il vit.

## Description
Begonia pavonina est une plante vivace, rhizomateuse. Les feuilles sont rondes à oblongues, asymétriques et terminées en pointe. L'envers est brun-rouge, tout comme les tiges. Leur surface renvoie des reflets bleu métallique comme chez les papillons Morpho. Les fleurs sont petites et blanches à légèrement rosées.  
Chez ce bégonia, les chloroplastes sont organisés en piles uniformes de trois à quatre thylakoïdes, régulièrement espacées. Cela forme des structures capables de modifier la propagation interne de la lumière, par un effet quantique tels des cristaux photoniques. Quand la luminosité est insuffisante, ces « iridoplastes » prennent le relais des chloroplastes afin de ralentir la lumière, donnant à la plante le temps d'en absorber plus. Ceci améliore le rendement de la photosynthèse de 5 à 10%.

## Répartition géographique
Cette espèce est originaire du pays suivant : Malaisie. On le rencontre en altitude dans les forêts tropicales du sud-est asiatique.

## Classification
Begonia pavonina fait partie de la section Platycentrum du genre Begonia, famille des Begoniaceae.
Elle a été décrite en 1909 par le botaniste britannique Henry Nicholas Ridley (1855-1956). L'épithète spécifique pavonina signifie « bleu paon », en référence à la couleur du feuillage.